# 左洪涛
左洪涛（1906年8月—1990年7月16日），原名左仲勋，曾用名左微波、彭国定，男，湖南邵阳县（今属邵东县）周官桥乡左家台人，中华人民共和国政治人物，曾任广东省政协副主席。

## 生平
1926年8月，考入黄埔军校第六期，加入青年军人同志会。1927年四一二事变后，逃至武汉，加入张发奎的第四军军官教导团，加入中国共产党。1927年12月11日参加广州起义。在第十一连任军官队员，连长是邱维达。第十一连奉叶挺团长之命占据并死守观音山。
1928年任中共上海市江湾区委宣传部干事、吴淞区行动会宣传部部长，鄂豫边省委宣传部部长。1933年1月任中国互济会总会秘书长兼组织部长。1933年5月党团书记邓中夏被捕牺牲后，继任党团书记兼主任。1934年1月被捕，5月被判刑5年。
抗战爆发后国共合作，1937年8月从苏州获释出狱。经郭沫若介绍左洪涛、杜国庠等文化界知名人士和中共党员34人加入张发奎部的战时服务队，开展工作。服务队中的10名中共党员组成特别支部（“特支”），任支部书记，何家槐、刘田夫、孙慎为支委，直属中共中央长江局领导。1939年初，张发奎任第四战区司令长官，左与何家槐任张发奎的机要秘书。1945年8月日本投降后，张发奎任广州地区受降官，随张到广州，任广州行营副官处代理处长。“特支”一共22名党员的组织关系自始至终都由左洪涛直接掌握。“特支”在张发奎所部坚持斗争将近10年之久。期间除一人病逝外,其余21人全部安全撤出。
1946年9月，撤到香港，任中共香港工委党派组总负责人。1947年7月，为了加强南路的武装斗争，左洪涛到中国人民解放军粤桂边纵队任参谋长。任粤赣湘边区纵队参谋长、政治部主任。
建国后，历任中共中央华南分局、中共广东省委统战部副部长，广东省人民政府副秘书长兼办公厅主任。十一届三中全会后，左得到平反昭雪，先后任中共广东省委统战部副部长、广东省政协副主席党组副书记。广东省第四、五届政协副主席。1987年，退出领导岗位，为黄埔同学会及中国国际文化交流中心广东分会工作。撰写9万余字的《忆特专十年战斗历程》一书。